# Aika Hakoyama
Aika Hakoyama (japonès: 箱山愛香)  (Nagano, 27 de juliol de 1991) és una nedadora japonesa de natació sincronitzada medallera de bronze olímpica el 2016 en el concurs per equips.

## Carrera esportiva
Als Jocs Olímpics de Rio de Janeiro 2016 va guanyar la medalla de bronze en el concurs per equips, amb una puntuació de 189 punts, després de les russes (or amb 196 punts) i les xineses (plata amb 192 punts), sent les seves companyes d'equip: Yukiko Inui, Kei Marumo, Risako Mitsui, Kanami Nakamaki, Mai Nakamura, Kano Omata, Kurumi Yoshida i Aiko Hayashi.